# Begotten
Begotten (bra: Begotten) é um filme experimental estadunidense de 1989 escrito, produzido e dirigido por Edmund Elias Merhige. O filme obteve um cult following ao longo dos anos e é considerada por alguns a obra-prima do diretor.
O filme recebeu críticas positivas, ganhando uma taxa de aprovação de 67% no site Rotten Tomatoes. Phil Hall da revista Wired declarou: "Poucos filmes têm o poder de abalar o público com a fúria, imaginação e violência artística de Begotten". Susan Sontag o chamou de "um dos dez filmes mais importantes dos tempos modernos". Um crítico da revista Time afirmou: "Faz com que Eraserhead se pareça com Ernest Salva o Natal".

### Livros
- Aldama, Frederick L.; Lindenberger, Herbert S. (2 de fevereiro de 2016). Aesthetics of Discomfort: Conversations on Disquieting Art. [S.l.]: University of Michigan Press. ISBN 978-0-472-05300-1 – via Google Books
- Bleiler, David, ed. (24 de outubro de 2003). «Begotten (1989, 78 min, US, E. Elias Merhige)». TLA Video & DVD Guide 2004: The Discerning Film Lover's Guide. [S.l.]: St. Martin's Press. ISBN 978-0-312-31686-0 – via Google Books
- Brock, Jason V. (2014). «Appendix B: Select Radio, Film and Television Productions». Disorders of Magnitude: A Survey of Dark Fantasy. [S.l.]: Rowman & Littlefield. ISBN 978-1-4422-3525-0 – via Google Books
- Clermont-Ferrand ISFF staff (30 de janeiro de 2009). Catalogue du 31e Festival du Court Métrage de Clermont-Ferrand 2009 [Catalog of the 31st Clermont-Ferrand International Short Film Festival, 2009] 🔗 (em francês). [S.l.]: Sauve qui peut le court métrage  – via Google Books
- Edwards, Matthew (2007). «Close to the Bone: An Interview with Paul Hills». In:  Edwards, Matthew. Film Out of Bounds: Essays and Interviews on Non-Mainstream Cinema Worldwide. [S.l.]: McFarland & Company, Inc. pp. 20–39. ISBN 978-0-7864-2970-7 – via Google Books
- Hoberman, J. (2003). The Magic Hour: Film at Fin de Siècle. [S.l.]: Temple University Press. ISBN 978-1-56639-995-1 – via Google Books
- Leonard, Scott; McClure, Michael (2004). Myth and Knowing: An Introduction to World Mythology. [S.l.]: McGraw-Hill. ISBN 978-0-7674-1957-4 – via Google Books (snippet view only)
- MacDonald, Scott (1998). «Elias Merhige (on Begotten)». A Critical Cinema 3: Interviews with Independent Filmmakers. [S.l.]: University of California Press. pp. 284–292. ISBN 978-0-520-20943-5 – via the Internet Archive. (pede registo (ajuda))
- Massaccesi, Cristina (2015). «Appendix: Interview with E. Elias Merhige». Nosferatu: A Symphony of Horror. [S.l.]: Columbia University Press. pp. 113–120. ISBN 978-0-9932384-6-8 – via Google Books
- Mathijs, Ernest (23 de outubro de 2017). «Begotten, E. Elias Merhige, 1991». In:  Mathijs, Ernest; Mendik, Xavier. 100 Cult Films. [S.l.]: Bloomsbury Publishing. pp. 20–21. ISBN 978-1-84457-571-8 – via Google Books
- Mathijs, Ernest; Sexton, Jamie (2011). Cult Cinema: An Introduction. [S.l.]: John Wiley & Sons. ISBN 978-1-4051-7374-2 – via Google Books
- Muir, John Kenneth (2011). Horror Films of the 1990s. [S.l.]: McFarland & Company, Inc. ISBN 978-0-7864-4012-2 – via Google Books
- Paszylk, Bartłomiej (2009). «Part V: The New Weirdnesss – Begotten (1991)». The Pleasure and Pain of Cult Horror Films: An Historical Survey. [S.l.]: McFarland & Company, Inc. pp. 190–191. ISBN 978-0-7864-3695-8 – via Google Books
- Prince, Stephen (2002). «Elias Merhige». A New Pot of Gold: Hollywood Under the Electronic Rainbow, 1980–1989. Col: History of the American Cinema. 10 1st pbk. ed. [S.l.]: University of California Press. pp. 437–438. ISBN 0-520-23266-6 – via the Internet Archive. (pede registo (ajuda))
- Eileen S. Quigley, ed. (2007). International Television & Video Almanac 78 ed. [S.l.]: Quigley Publishing Company. ISBN 978-0-900610-81-3 – via Google Books
- Rotert, Alfred (2009). The Future Lasts Longer Than The Past: European Media Art Festival, Osnabrueck. [S.l.]: European Media Art Festival. ISBN 978-3-926501-31-8 – via Google Books
- Verrone, William E.B. (2012). The Avant-Garde Feature Film: A Critical History. [S.l.]: McFarland & Company, Inc. ISBN 978-0-7864-5910-0 – via Google Books
- Wood, Jason (2002). «E. Elias Merhige». In:  Allon, Yoram; Cullen, Del; Patterson, Hannah. Contemporary North American Film Directors: A Wallflower Critical Guide 2nd ed. [S.l.]: Wallflower Press. p. 374. ISBN 978-1-903364-52-9 – via the Internet Archive. (pede registo (ajuda))

### Websitese periódicos
- Anon. (n.d.). «Suspect Zero». Box Office Mojo. IMDb. Consultado em 10 de agosto de 2020
- Anon. (n.d.). «Shadow of the Vampire (2000)». Rotten Tomatoes. Fandango Media. Consultado em 10 de agosto de 2020
- Anon. (n.d.). «Suspect Zero (2004)». Rotten Tomatoes. Fandango Media. Consultado em 10 de agosto de 2020
- Anon. (29 de abril de 1990). «Complete Lineup for the San Francisco International Film Festival». San Francisco Examiner. pp. 20–21 – via Newspapers.com
- Anon. (agosto de 1990). «Twenty-Third Season of CineProbe Begins» (PDF) (Museum pamphlet). Manhattan, New York: Museum of Modern Art. Department of Public Information. Consultado em 21 de agosto de 2020
- Anon. (20 de fevereiro de 2001). Begotten (pdf) (DVD booklet). World Artists Home Video. Consultado em 20 de dezembro de 2019 – via the Internet Archive
- Anon. (15 de setembro de 2006). «Din of Celestial Birds Friday, September 15 at 8 & 11 PM ET and an Additional Showing at 4 AM ET». Turner Classic Movies. Consultado em 22 de junho de 2017
- Anon. (29 de maio de 2009). «The Bootleg Files: Begotten». FilmThreat.com. Consultado em 18 de outubro de 2018
- Anon. (outubro de 2014). «Spectober IV». Spectacle Theater. Consultado em 11 de dezembro de 2018
- Anon. (9 de abril de 2015). «22nd James River Film Festival: NEOVOXER featuring Michael Pope». James River Film Society. Consultado em 22 de julho de 2019. Cópia arquivada em 12 de março de 2019
- Anon. (25 de março de 2016). «New to Streaming: 'The Revenant,' 'James White,' 'A Brighter Summer Day,' 'The Pearl Button,' and More». The Film Stage. Consultado em 11 de dezembro de 2018
- Anon. (25 de setembro de 2016). «Begotten & Shadow of the Vampire Double Feature with Director E. Elias Merhige in Person!». DO312. Consultado em 15 de julho de 2017
- Anon. «Marilyn Manson: Anti-Christ Superstar». San Francisco International Film Festival. Consultado em 27 de março de 2017. Cópia arquivada em 27 de março de 2017
- Anon. (2017). «Special Event: Begotten + Live Score by The Begotten». ShortFilms.org.uk. MothClub. Consultado em 20 de julho de 2019
- Anon. (28 de maio de 2019). «Horse Jumper Of Love Share Airport Track On Stereogum». BroadwayWorld.com. Wisdom Digital Media. Consultado em 10 de setembro de 2019
- Anon. (18 de junho de 2019). «Champs-Élysées Film Festival – 18 au 25 juin 2019». Champs-Élysées Film Festival. Consultado em 5 de agosto de 2019
- Ambriz, Marco (20 de março de 2004). «Begotten». RevistaCinefagia.com (em espanhol). Consultado em 21 de julho de 2019
- Atkinson, Michael (novembro–dezembro de 2000). «Vampire Variations». Film Comment. 36 (6). pp. 27–29. JSTOR 43455859
- Jonathan Barkan (15 de maio de 2015). «[From Best To Worst] The Music Videos Of Marilyn Manson: "Antichrist Superstar"». Bloody Disgusting. Consultado em 27 de março de 2017. Cópia arquivada em 25 de abril de 2017
- Barone, Matt; Serafino, Jason; Pimentel, Julia (10 de outubro de 2018). «The Most Disturbing Movies of All Time». Complex. Consultado em 23 de julho de 2019
- E. Elias Merhige (Director) (1991). Begotten (Motion picture). United States: Theatreofmaterial
- E. Elias Merhige (Director) (2006). Din of Celestial Birds (Motion picture). United States: Turner Classic Movies
- Beahm, Justin (setembro de 2013). «Begotten Son: Filmmaker E. Elias Merhige Challenged and Confounded with His Chillingly Allegorical First Feature». Fangoria. United States: Cinestate. Consultado em 18 de dezembro de 2019 – via InternetArchive.com
- Beckermann, Jim (21 de janeiro de 2001). «A Cult Film Director Gets a Chance». The Record. p. 185. Consultado em 19 de abril de 2021 – via Newspapers.com. (pede subscrição (ajuda))
- Bennett, J. (5 de janeiro de 2019). «Marilyn Manson's 'Antichrist Superstar': The Story Behind the Album Cover Art». Revolver. Project M Group. Consultado em 12 de julho de 2019
- Blackwelder, Rob (16 de outubro de 2000). «E. Elias Merhige interview for "Shadow of the Vampire" (2001)». SplicedWire. Consultado em 10 de dezembro de 2018
- Blicq, Tom (1 de janeiro de 2015). «The 20 Most Disturbing Movies of All Time». Taste of Cinema. Consultado em 23 de julho de 2019
- Busch, Anita (21 de agosto de 2015). «SpectreVision Unveils Lineup For 3rd Annual Genre Film Festival». Deadline. Consultado em 12 de janeiro de 2017
- Chaw, Walter (20 de julho de 2015). «The Expressionist: FFC Interviews E. Elias Merhige». Film Freak Central. Consultado em 15 de julho de 2017
- Corliss, Richard (13 de maio de 1991). «A Happy Birthday for the Kids of Kane». Time. 137 (19). p. 69|subscricao=s
- Cornell, Christopher (19 de março de 1995). «Home Entertainment: Pianist profile, Italy tour top latest video releases». The Fort Myers News-Press. Gannett. p. 85. Consultado em 10 de agosto de 2020 – via Newspapers.com
- Day, Nick (22 de junho de 2012). «Beyond the Black Rainbow – The Review». WeAreMovieGeeks. Consultado em 11 de dezembro de 2018
- Dee, Jake (20 de abril de 2018). «Top 10 Trippy Horror Movies You Don't Want to See While Stoned!». Joblo.com. Consultado em 28 de janeiro de 2021
- DiMatteo, Robert (janeiro–fevereiro de 1991). «Future Primeval». Film Comment. 27 (1). p. 2. JSTOR 43453866
- Derington, Anthony (1 de setembro de 2017). «Interview: Flesh of the Void's James Quinn». Nightmare on Film Street. Consultado em 14 de outubro de 2019
- Disser, Nicole (10 de outubro de 2014). «Bank Robber's Tell-All, Copycat Horror, And A Terrifying Take on Genesis». Bedford and Bowery. Consultado em 11 de dezembro de 2018
- Dutka, Eleaine (26 de agosto de 2004a). «When evil is on the prowl». Los Angeles Times. p. 51. Consultado em 13 de agosto de 2019 – via Newspapers.com (subscription required)
- Dutka, Elaine (8 de setembro de 2004b). «Exploring the Abyss». South Florida Sun-Sentinel. p. 67. Consultado em 6 de janeiro de 2020 – via Newspapers.com
- Frasier, Sean (13 de novembro de 2020). «Video Premiere: Sword Collector – Inherit the Scepter». Decibel. Consultado em 24 de novembro de 2020
- Geritz, Kathy (2006). «Begotten». history.sffs.org. San Francisco Film Festival. Consultado em 26 de outubro de 2018
- Gadre, Soham (4 de junho de 2021). «Still Not Of This World – Thirty Years Of E. Elias Merhige's BEGOTTEN». Fangoria. Consultado em 29 de junho de 2021
- Gibson, Sarah (8 de novembro de 2016). «10 of the Most Damaged and Disturbing Movies Ever Made». HighSnobiety. Consultado em 23 de julho de 2019
- Griffin, John (26 de outubro de 1989). «High definition is becoming horror show for organizers». Montreal Gazette. Montreal. p. 64. Consultado em 22 de outubro de 2019 – via Newspapers.com. (pede subscrição (ajuda))
- ——— (30 de outubro de 1989). «New Film Festival Sets Attendance Record». Montreal Gazette. Montreal. p. 16. Consultado em 22 de outubro de 2019 – via Newspapers.com. (pede subscrição (ajuda))
- Halen, Adrian (4 de janeiro de 2018). «Film Review: Begotten (1990)». HorrorNews. Consultado em 11 de outubro de 2019
- Hall, Phil (1 de dezembro de 1995). «Begotten Not Forgotten». Wired.com. Consultado em 2 de agosto de 2019
- Hart, John (10 de março de 1995). «Several movies bypass theaters in March». The Akron Beacon Journal. p. 80. Consultado em 24 de outubro de 2019 – via Newspapers.com. (pede subscrição (ajuda))
- Hart, Paul (primavera de 1992). «Begotten». Propaganda (18). pp. 38–40  – via the Internet Archive
- Heigl, Alex (10 de março de 2017). «13 of the Most Disturbing — and Critically Acclaimed — Movies to Ever Hit Theaters». Entertainment Weekly. Consultado em 23 de julho de 2019
- Henkel, Guido (30 de outubro de 2000). «For adventurous film lovers: Begotten comes to DVD – DVD Review & High Definition». DVDReview.com. Consultado em 2 de agosto de 2019
- Hurcomb, Kelly (24 de outubro de 2015). «10 Hard to Stomach Horror Movies». AskMen.com. Consultado em 23 de julho de 2019
- Kaufman, Anthony (5 de janeiro de 2001). «Interview: The Vampiric Arts of Merhige and Dafoe in "Shadow"». IndieWire. Consultado em 14 de outubro de 2019
- Jesus, Zola (11 de setembro de 2016). «Zola Jesus on Artists From Different Disciplines Who Inspired Her New Album, 'Okovi'». ARTnews. Consultado em 18 de outubro de 2018
- Kane, Joe (5 de junho de 1991). «'Begotten' tribe does the rite thing». Extra (Entertainment). New York Daily News. p. 39. Consultado em 17 de março de 2020 – via Newspapers.com
- Kenny, Glenn (30 de agosto de 2018). «Review: In 'Prototype,' Multiple Screens Tell an Apocalyptic Story». The New York Times. Consultado em 8 de setembro de 2018
- Lederman, Marsha (26 de dezembro de 2011). «Want to make people mad? Pick the top 100 cult films of all time». The Globe and Mail. Consultado em 20 de agosto de 2020
- Louv, Jason (17 de dezembro de 2015). «E. Elias Merhige, Director of 'Begotten' and 'Shadow of the Vampire', Chats About Magick and Remote Viewing». UltraCulture.org (Podcast). Ultraculture Incorporated. Consultado em 26 de agosto de 2020. Cópia arquivada em 25 de maio de 2018 Alt URL
- Lubitow, Adam (23 de setembro de 2018). «Adam reviews 'Frankenstein Bemshi!' and 'One Frogless Evening: A Tribute to Amphibian Artiste Michigan J. Frog'». Rochester City Newspaper. Consultado em 26 de outubro de 2018
- Maidy, Alex (19 de outubro de 2012). «The Ten Spot: Most Disturbing Movies Ever». Joblo.com. Consultado em 28 de janeiro de 2021
- Malcolm, Paul (11 de agosto de 1994). «Begotten». LA Weekly. p. 43. Consultado em 15 de outubro de 2019 – via Newspapers.com. (pede subscrição (ajuda))
- Manders, Hayden (30 de outubro de 2017). «Ranking the 8 Most Disturbing Horror Films Ever Made». Nylon. Consultado em 23 de julho de 2019
- Mapes, Marty (26 de agosto de 2004). «Interview with E. Elias Merhige». Movie Habit. Consultado em 13 de setembro de 2018
- Maslin, Janet (5 de junho de 1991). «Breaking New Ground and Finding the Grotesque». The New York Times. Consultado em 21 de agosto de 2020. Cópia arquivada em 25 de junho de 2020
- Merhige, E. Elias (fevereiro de 2009). «The Making of the Controversial Non-Dialogue Feature Film 'Begotten'». StudentFilmmakers Magazine (entrevista). Scott Essman. Student Filmmakers. Consultado em 25 de julho de 2015. Cópia arquivada em 4 de setembro de 2015
- ——— (8 de agosto de 2016). «Chicago and Denver announced!». @eeliasmerhige. Consultado em 21 de agosto de 2020. Cópia arquivada em 21 de agosto de 2020 – via Instagram
- Miller, Joshua (18 de junho de 2012). «Interview: Panos Cosmatos (Beyond the Black Rainbow)». CHUD.com. Bigfoot Entertainment. Consultado em 3 de novembro de 2020
- Moore, Debi (22 de agosto de 2015). «SpectreFest 2015 Lineup Includes Cooties, Sun Choke, Goodnight Mommy, Deathgasm, and More!». Dread Central. Consultado em 25 de outubro de 2018
- Mottram, James (28 de outubro de 2014). «E Elias Merhige – Shadow of the Vampire». BBC.co.uk. Consultado em 23 de julho de 2019
- Nicolay, Scott (28 de janeiro de 2016). «E. Elias Merhige: The Greatest Apple You'll Ever Eat (Episode 29)» (MP3). The Outer Dark (Podcast). Project iRadio. Consultado em 20 de agosto de 2020. Arquivado do original em 2 de março de 2016  – via Amazon CloudFront
- Preira, Matt (4 de outubro de 2011). «Marilyn Manson's Antichrist Superstar Is 15: A Video History». New Times Broward-Palm Beach. Consultado em 19 de julho de 2017
- Riefe, Jordan (13 de agosto de 2020). «A Hollywood Filmmaker's Beguiling and Inspiring Collection». Fine Books & Collections. OP Media. Consultado em 23 de setembro de 2020
- Riefe, Jordan (24 de janeiro de 2021). «Filmmaker seeks out esoteric texts for his vast collection on the occult – Daily News». Los Angeles Daily News. Consultado em 25 de janeiro de 2021
- Romero, Evan (14 de março de 2018). «'Flesh of the Void' (2018) Movie Review». PopHorror. Consultado em 6 de junho de 2018
- Rosenbaum, Jonathan (1 de março de 1995). «Begotten». Chicago Reader. Consultado em 20 de agosto de 2020. Cópia arquivada em 13 de janeiro de 2010
- Rouner, Jeff (20 de outubro de 2019). «Analog film fans are high on Rice's Low-Fi supply». The Huston Chronicle. Consultado em 26 de outubro de 2019
- Savlov, Marc (18 de maio de 2009). «"Jane! Stop This Crazy Thing!" (The Downside to Galaxy Highland Theater's New Robotic Seats) Five Films We Don't Want to See in D-Box». Austin Chronicle. Consultado em 22 de dezembro de 2016
- Schwartz, Dennis (23 de maio de 2016). «Begotten». Dennis Schwartz Reviews. Consultado em 2 de dezembro de 2020
- Schwartz, Paula (3 de fevereiro de 2007). «E. Elias Merhige's Power of Unflinching Belief». MovieMaker. Consultado em 28 de abril de 2020. Cópia arquivada em 28 de abril de 2020
- Simon, Jeff (21 de janeiro de 2001). «Out of the Shadows Director Elias Merhige Emerges from Hollywood's Dungeon Bloody but Unbowed». Buffalo News. Consultado em 22 de agosto de 2020
- Snyder, Eric (13 de abril de 2011). «What's the Big Deal?: Eraserhead (1977)». Film.com. Consultado em 20 de julho de 2019. Cópia arquivada em 21 de outubro de 2012
- Smith, Gavin (janeiro–fevereiro de 2001). «Vidi Vidi Vidi». Film Comment. 37 (1). pp. 78–79. JSTOR 43824819
- Stephens, Chuck (outono de 2000). «Sunrise, Sunset». Filmmaker. Consultado em 10 de agosto de 2020
- Sterritt, David (27 de novembro de 1990). «The Best of Independent Films Are There If You Look for Them». The Christian Science Monitor. p. 11. Consultado em 18 de dezembro de 2019
- ——— (2000). «Film Reviews: Shadow of the Vampire». Cinéaste. 25 (4). pp. 34–35. JSTOR 41689288
- Turner, Kyle (6 de janeiro de 2015). «First Look 2015 on Notebook». Mubi. Consultado em 11 de dezembro de 2018
- Willmore, Alison (20 de agosto de 2014). «26 Hard-To-Find Movies That Remind Us Why VHS, DVD, and LaserDisc Still Matter». Buzzfeed. Consultado em 3 de julho de 2017
- Wojnar, Jason (12 de outubro de 2019). «10 Horror Movies Too Intense Even For Halloween». Screen Rant. Consultado em 2 de dezembro de 2019
- Zahedi, Caveh (25 de janeiro de 2001). «Biting Satire: Director Steps in the Shadow of Hollywood». The Stranger. Index Newspapers. Consultado em 20 de agosto de 2020